# Fort de Ramgarh
Ramgarh fou una antiga fortalesa administrativament dins Panjab, capital del principat de Ramgarh, després jagirdar de Ramgarh dins del principat d'Hindur, i avui a Himachal Pradesh en una serralada que va des de les muntanyes de l'Himàlaia a la riba esquerra del Sutlej. Té una altura de 1.257 metres sobre el nivell de la mar. Fou escenari de la batalla de Ramgarh el 1814.
Avui és un hotel heritage; fou el primer del Panjab i d'Haryana i és l'únic on se serveix només menjar vegetarià i cap licor. Els prínceps i després jagirdars de Ramgarh i van tenir residència i van fer el manteniment impedint la seva decadència i així va poder convertir-se en hotel. Una de les portes té el record com la porta de fusta més gran de l'Índia.